# Calendário do som
Calendário do som (deutsch Kalender des Klangs) ist eine Sammlung von 365 Kompositionen des brasilianischen Musikers Hermeto Pascoal, die im Zeitraum von einem Jahr entstanden sind. Sie stellen eine Art musikalisches Tagebuch dar.

## Entstehung
Pascoal hat sein Projekt am 24. Juni 1996 begonnen und bis zum 23. Juni 1997 an jedem Tag des Jahres eine Komposition geschrieben. Die Stücke wurden handschriftlich mit einer Melodiestimme sowie den dazugehörigen Akkordsymbolen notiert. Die Titel der Stücke entsprechen den jeweiligen Tagen, an denen sie geschrieben wurden, so zum Beispiel 24 de Junho 1996. Aufgeführt ist außerdem auf jedem Notenblatt der Entstehungsort. Bei manchen Kompositionen finden sich zudem kurze Kommentare zu Freunden, Musikern oder dem von ihm geschätzten Fußballverein Fluminense Rio de Janeiro. Stilistisch sind die Stücke im Rahmen der Música Popular Brasileira einzuordnen, jedoch mit einer sehr stark jazzorientierten Harmonik. Jede Komposition endet mit der Unterschrift Hermeto Pascoals und dem Satz Tudo de bom sempre.

## Veröffentlichung
Die handschriftlichen Partituren Pascoals wurden originalgetreu von Becca Lopes ohne graphische Veränderungen digitalisiert und im Jahr 2000 vom Verlag Editora Senac in São Paulo veröffentlicht.

## Rezeption
Einzelne Stücke der Sammlung wurden von verschiedenen brasilianischen Musikern in ihr Repertoire aufgenommen und ein Teil der Kompositionen wurde von dem brasilianischen Bassisten Itiberê Zwarg mit seiner Gruppe auf zwei CDs aufgenommen.

## Diskographische Hinweise
- Tudo de Bom: Tudo de Bom, Music from Hermeto Pascoals Calendario do Som, 2003
- Itiberê Orquestra Família: Calendário do Som, 2005 (Doppel-CD)
- Fabiano Araújo, Arild Andersen, Alexandre Frazão, Guto Lucena & Hermeto Pascoal: Calendário do Som - 9 dias, 2009